# Hyperendemie
In der Epidemiologie ist eine Hyperendemie, auch hyperendemische Krankheit eine Krankheit mit konstant hoher Inzidenz und/oder Prävalenz, die alle Altersgruppen gleichermaßen betrifft. Eine Hyperendemie ist einer der verschiedenen Grade der Endemie (ständiges Vorhandensein eines Infektionserregers innerhalb eines bestimmten geografischen Gebiets oder einer bestimmten Bevölkerungsgruppe).

## Definitionen
Nach dem Merriam-Webster’s Collegiate Dictionary bedeute das Beiwort hyperendemisch: „eine hohe und anhaltende Inzidenz aufweisen“.
Nach einer genaueren Definition des RKI sei eine Hyperendemie allerdings nicht notwendigerweise mit einer hohen Inzidenz verbunden. Unter einer Hyperendemie verstehe man nach dem RKI die allgegenwärtige Präsenz und laufende Zirkulation der Erreger in einem Endemiegebiet bei hoher Durchseuchung (Infektionsprävalenz) der Bevölkerung. Als Folge bestehe in einer hyperendemischen Region (Hyperendemiegebiet) eine relativ geringe Inzidenz, bei gleichzeitig hoher Infektionsgefahr für in die Region Zugewanderte.

## Abgrenzungen zu anderen epidemiologischen Konzepten

### Abgrenzung zu unterschiedlichen „Hotspot“-Konzepten
Justin Lessler und andere von der Johns-Hopkins-Universität berichteten Ende der 2010er Jahre von einer Zunahme der Verwendung des mehrdeutigen Begriffs „Hotspot“ in Forschungs- und Politikdokumenten. Lessler und andere schlagen vor, eine hyperendemische Region (definiert als eine Region mit erhöhter Inzidenz oder Prävalenz von Krankheiten) von einem Gebiet mit einer hohen Häufigkeit des Auftretens oder Wiederauftretens von Krankheiten oder arzneimittelresistenten Stämmen (englisch emergence hotspot) und einem „Übertragungs-Hotspot“ (englisch transmission hotspot), also einem Gebiet mit einer erhöhten Übertragungseffizienz (durch eine erhöhte Basisreproduktionszahl), zu unterscheiden.

## Endemizität eines Malaria-Endemiegebietes
Im Fall von Malaria wurde von der WHO die Milzrate (der Anteil der Personen mit einer tastbaren („palpablen“) Vergrößerung der Milz) verwendet, um das Ausmaß der Endemie bei Kindern im Alter von 2–9 Jahren zu kategorisieren. Von einer Hyperendemie spricht man in diesem Fall, wenn die Milzrate konstant über 50 % (bei Erwachsenen für gewöhnlich bei über 25 %) liegt (genauer: 51–75 %). Ein anderer Ansatz liegt in der Verwendung der Parasitenrate.